# Csertalakos
Csertalakos est un village et une commune du comitat de Zala en Hongrie.